# Stiappa
Stiappa è una frazione del comune di Pescia, in provincia di Pistoia, Toscana. È una delle località dette Dieci castella della Valleriana.

## Monumenti e luoghi d'interesse
- Chiesa di Santa Maria Assunta

## Galleria d'immagini

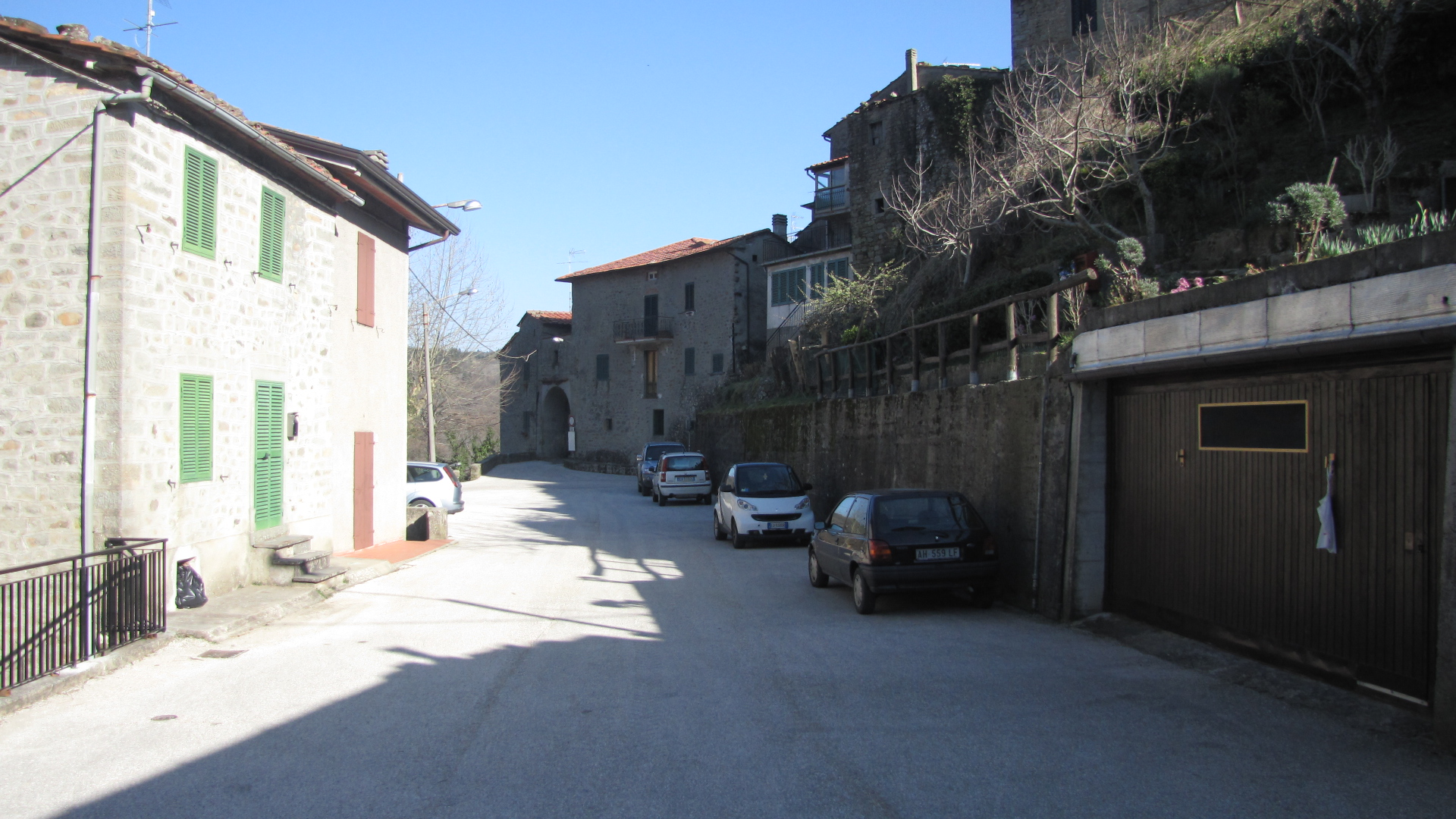
La piazza principale del paese
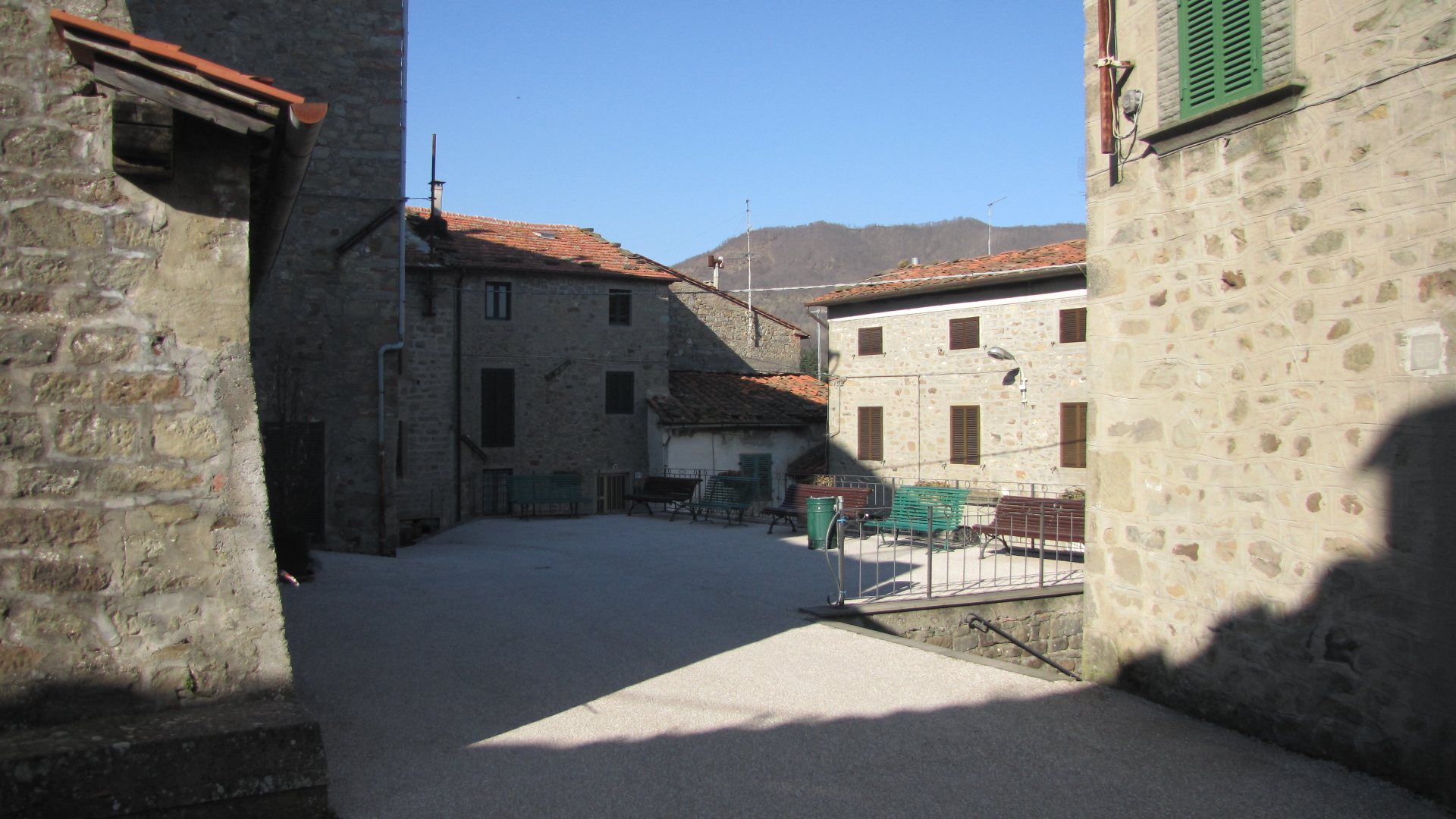
La piccola piazza all'interno del paese
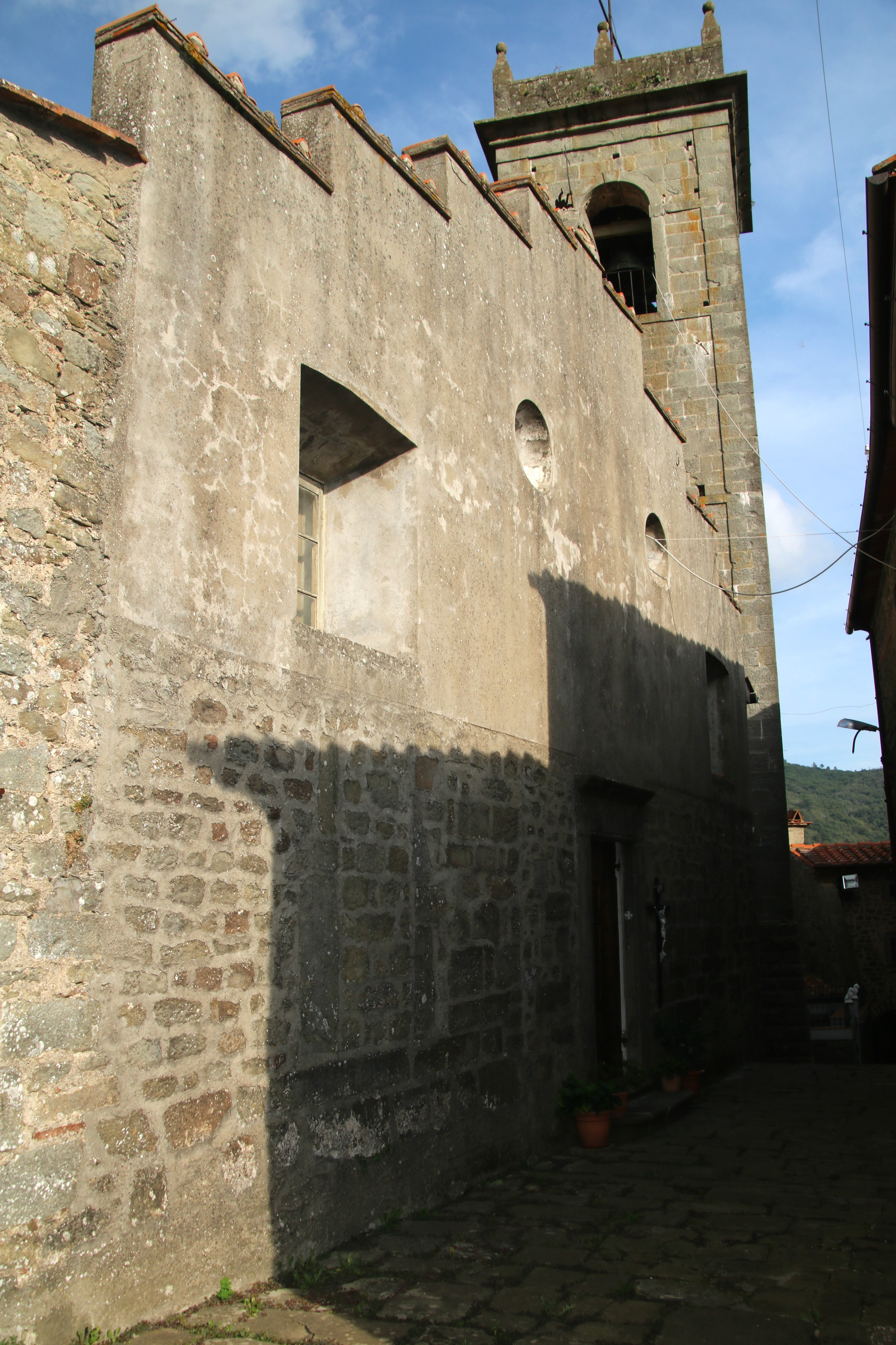
La chiesa ed il campanile del paese
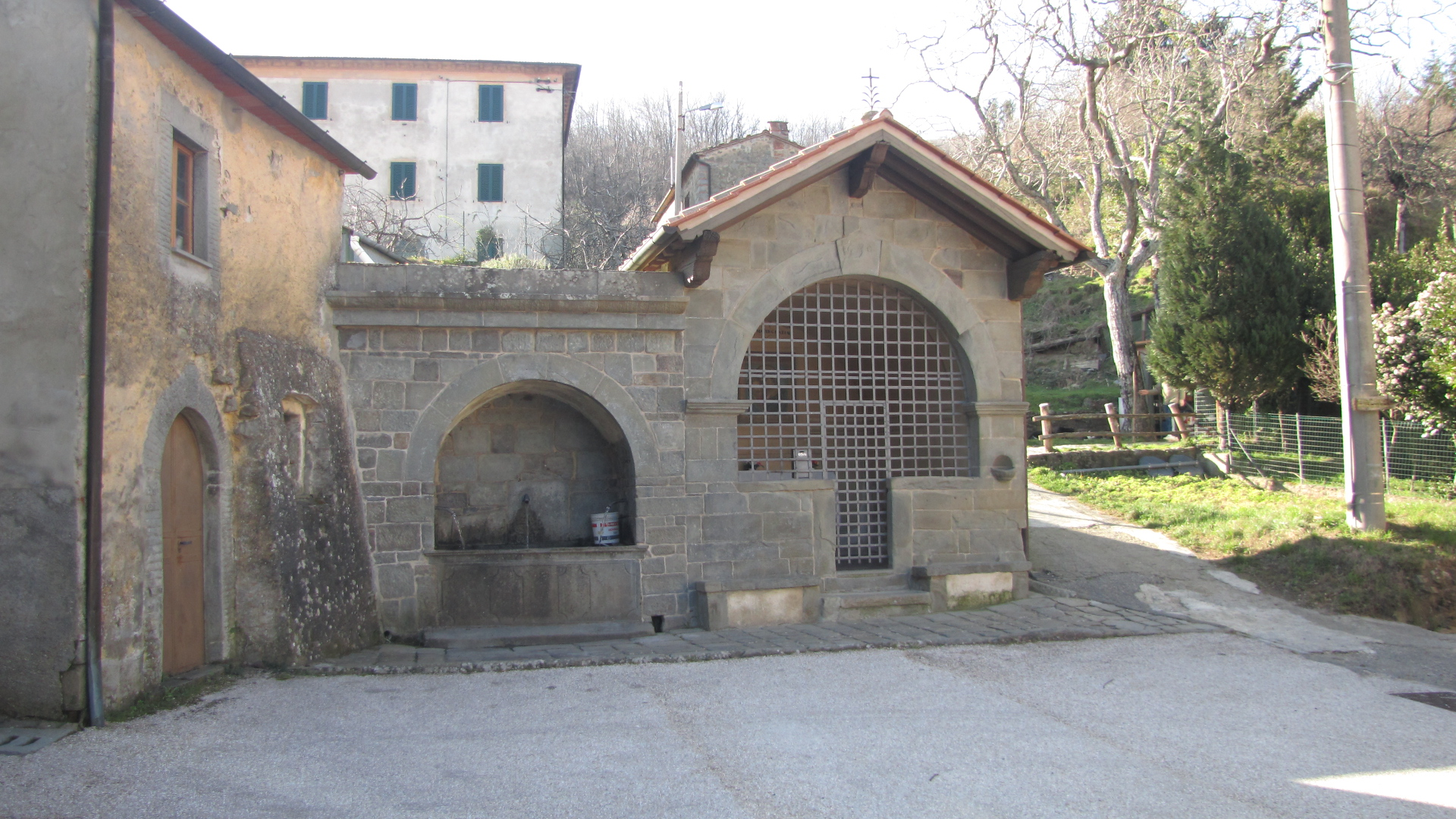
La fontana principale del paese e una piccola cappella
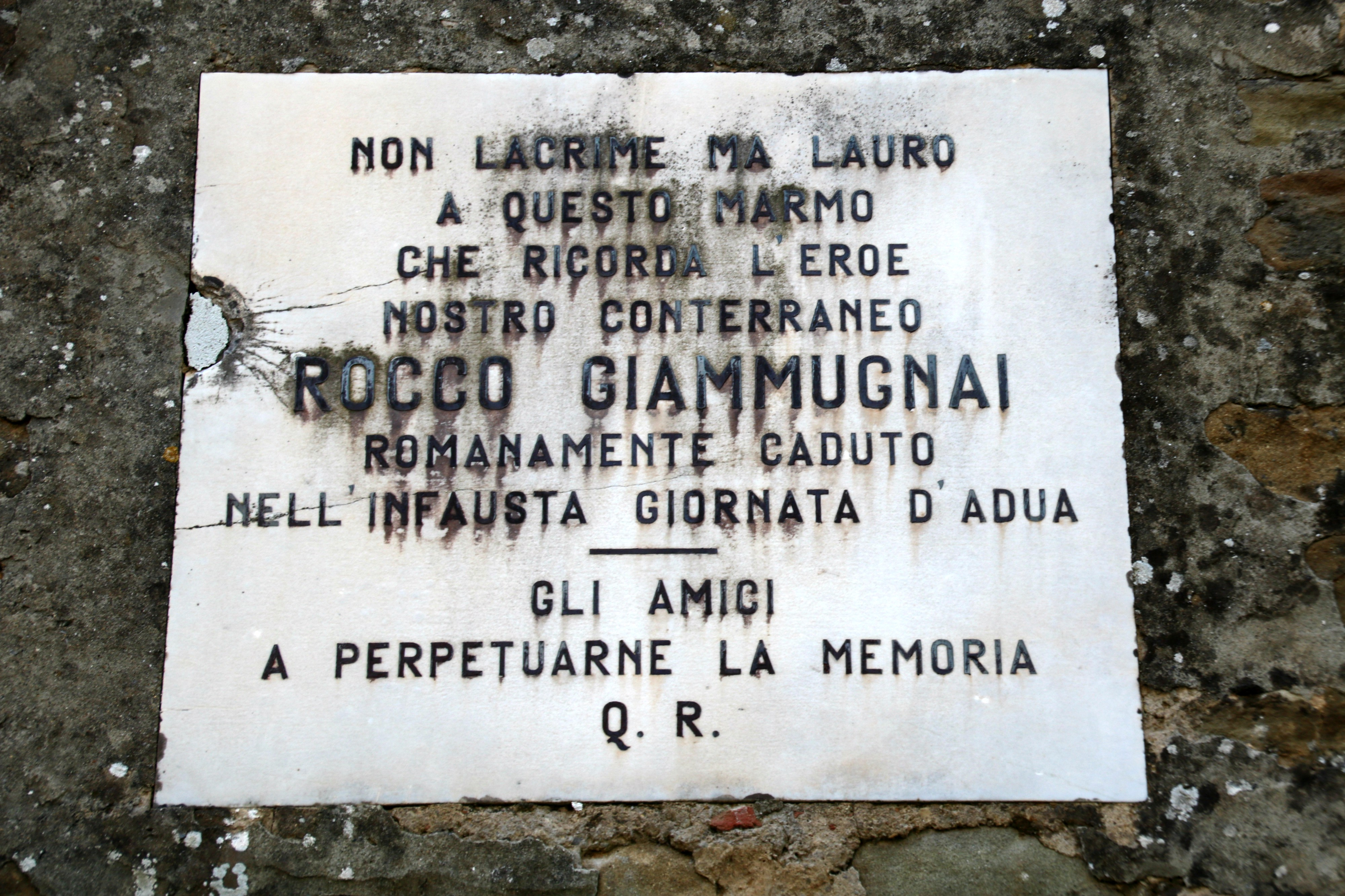
Una targa dedicata a Rocco Giammugnai, morto nella battaglia di Adua.
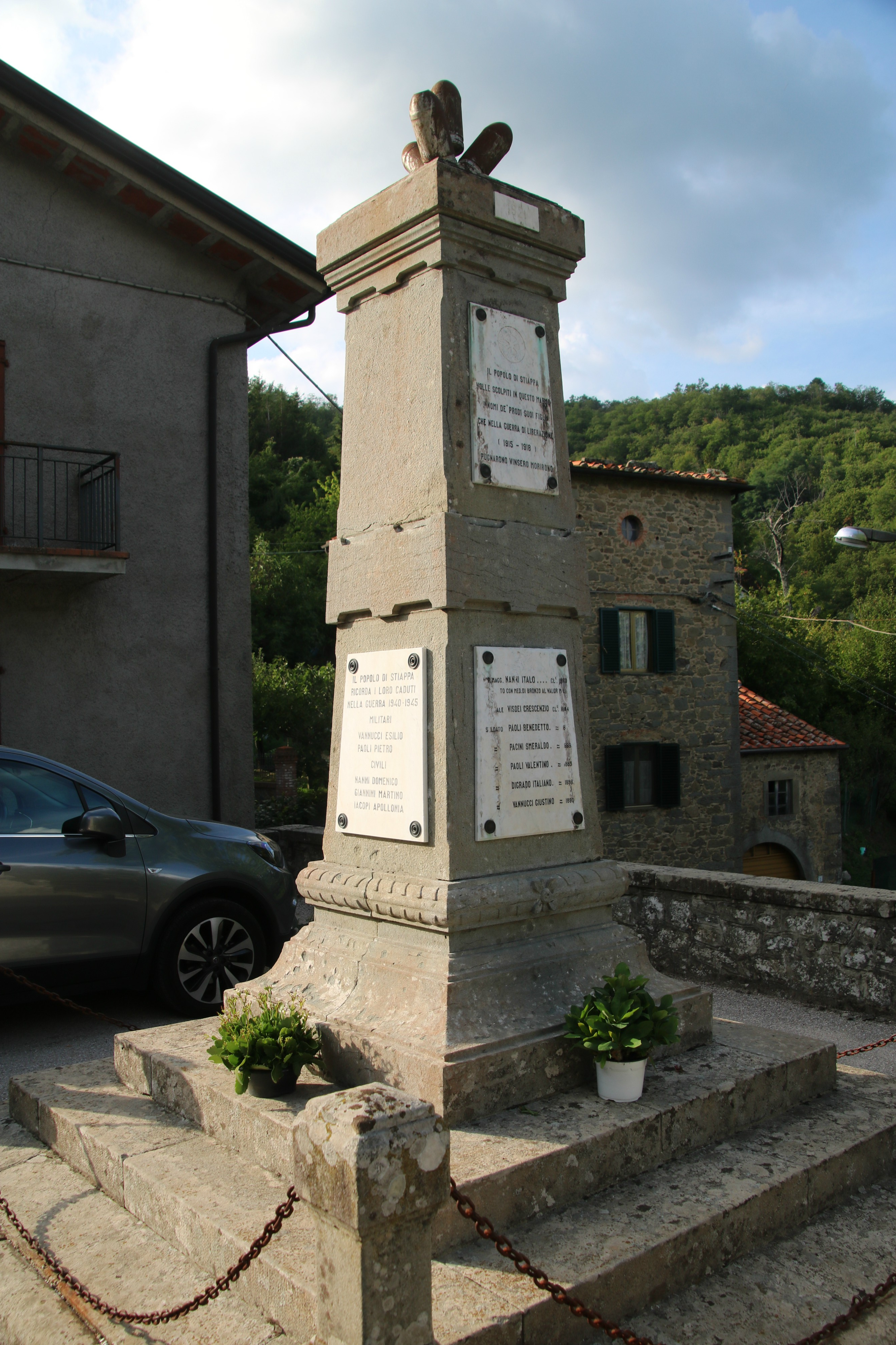
Monumento ai caduti civili e militari di entrambe le guerre mondiali.
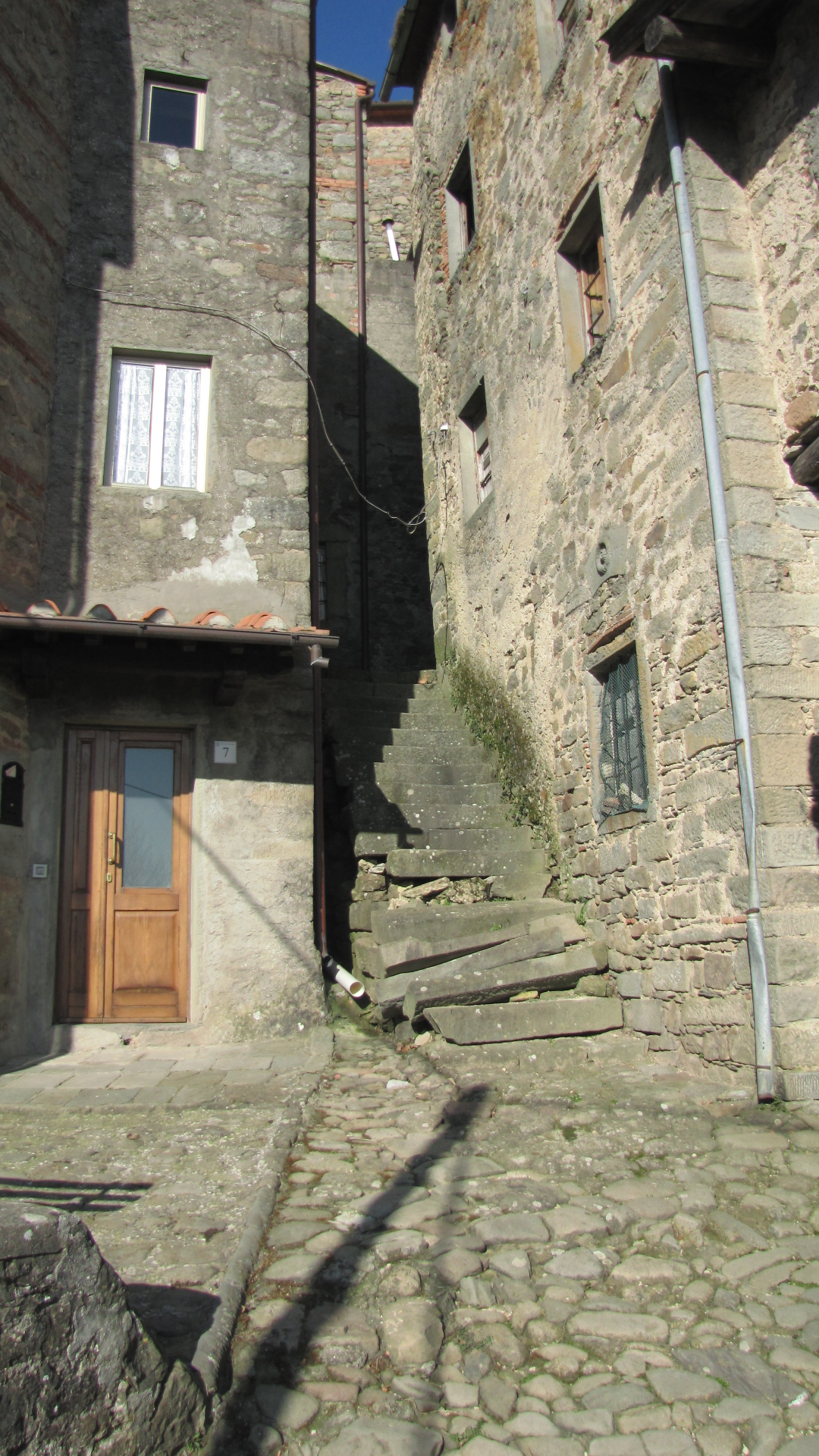
Scorcio di uno dei vicoli
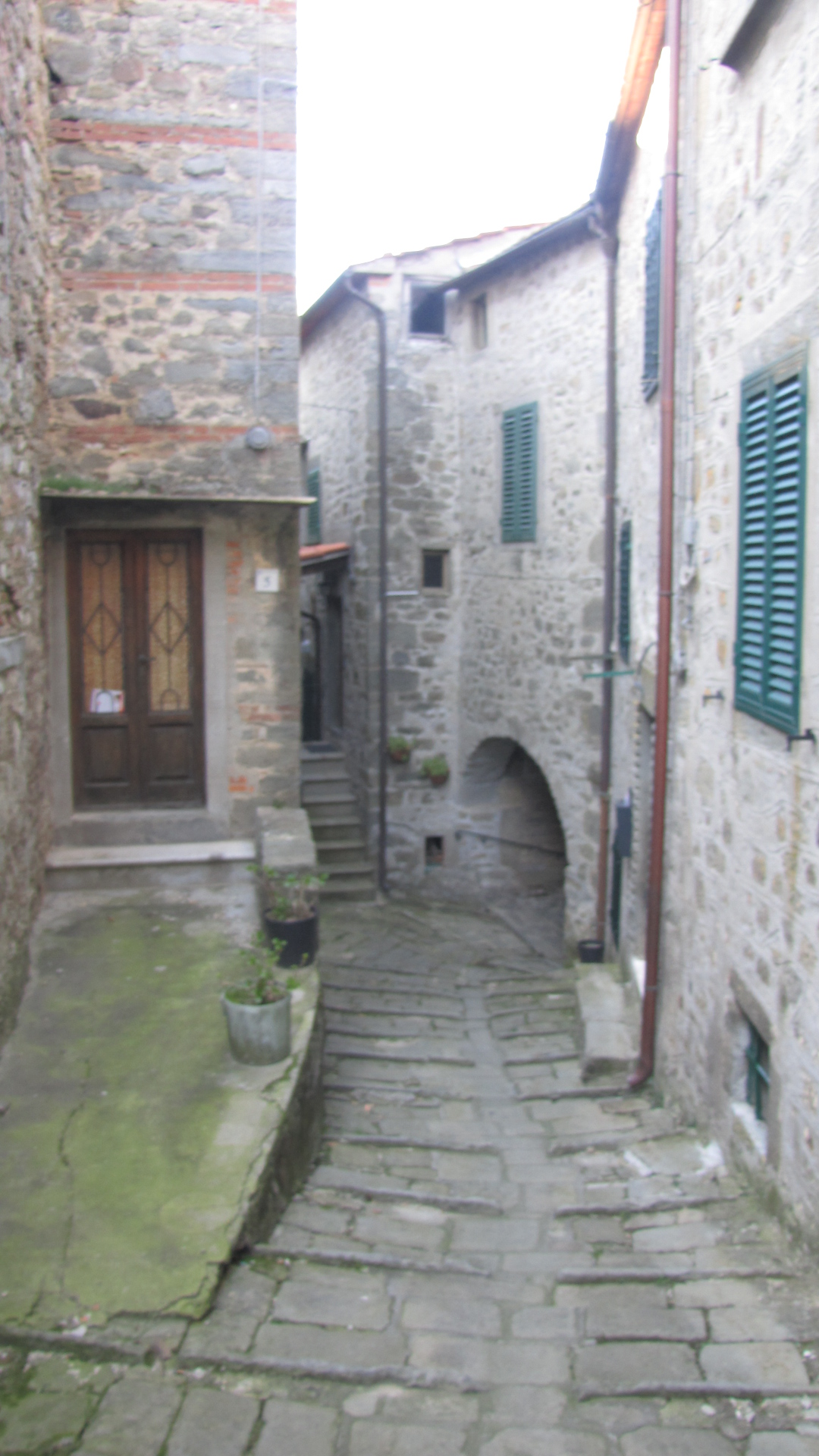
Scorcio di uno dei vicoli
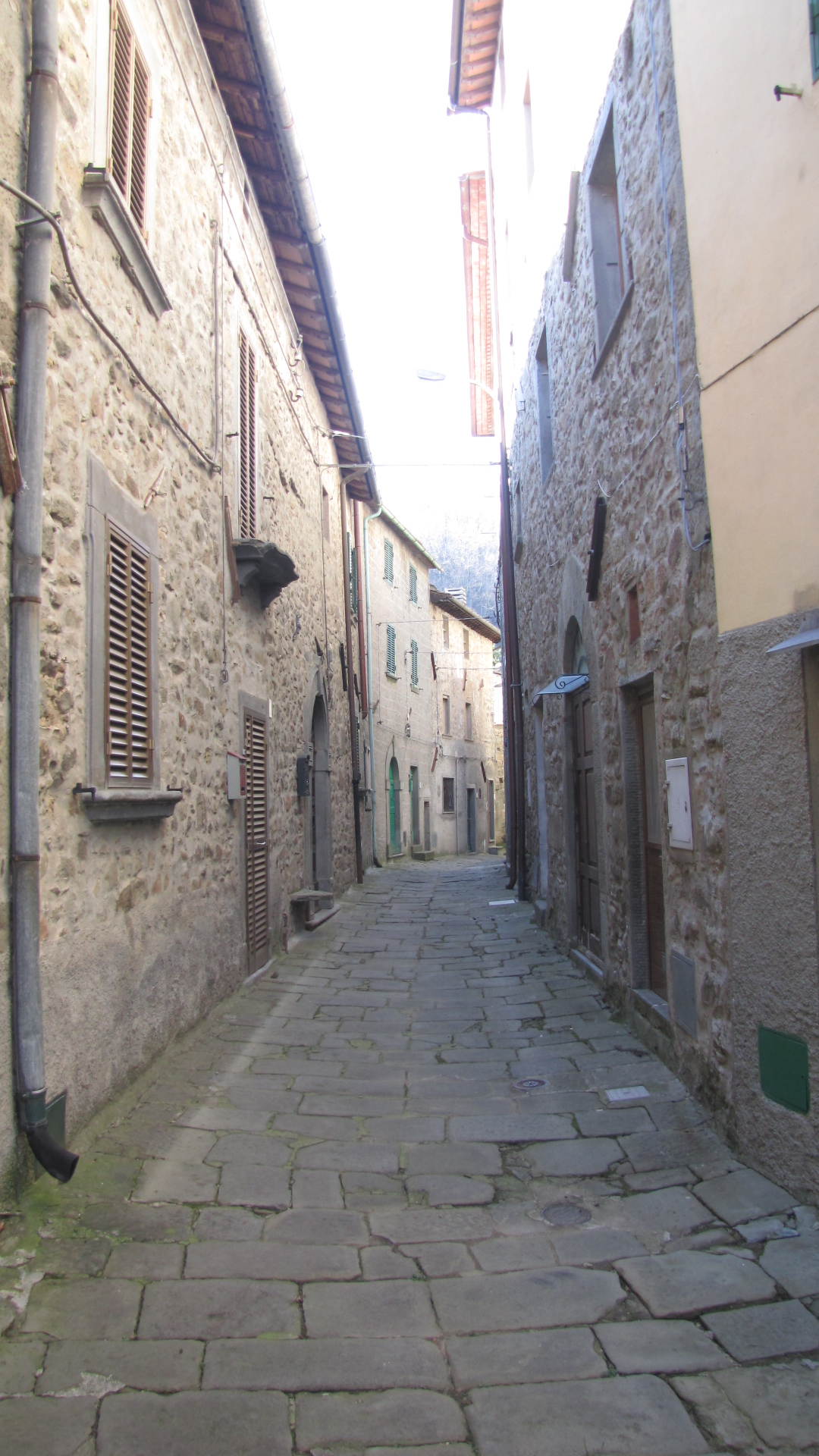
Scorcio di uno dei vicoli